# Sèrie 62.000 de FGC
La sèrie 62.000 de Ferrocarrils de la Generalitat de Catalunya està formada per 110 vagons tremuja de bogis destinats al transport de clorur de potassi (potassa). Van ser posats en servei entre els anys 1990 i 1991 i sempre han circulat a la xarxa de línies amb vía d'ample mètric coneguda com a línia Llobregat-Anoia. Actualment encara queden en servei 73 vagons.

## Història

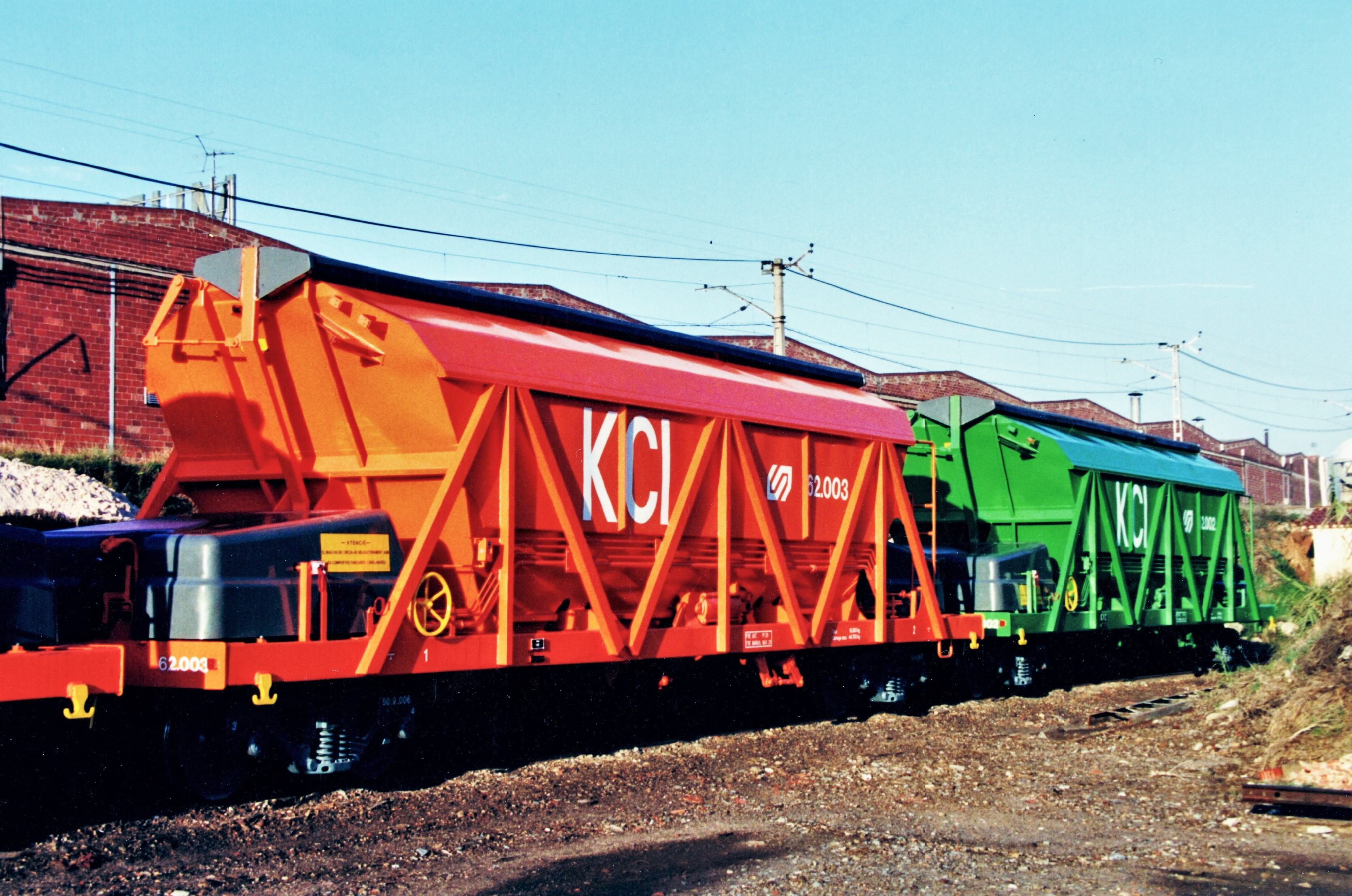
Dos dels tres primers vagons (62.003 i 62.002) acabats d'entregar pel fabricant, el 26 de novembre de 1990 a Martorell Enllaç. Es poden observar les inscripcions "KCl".

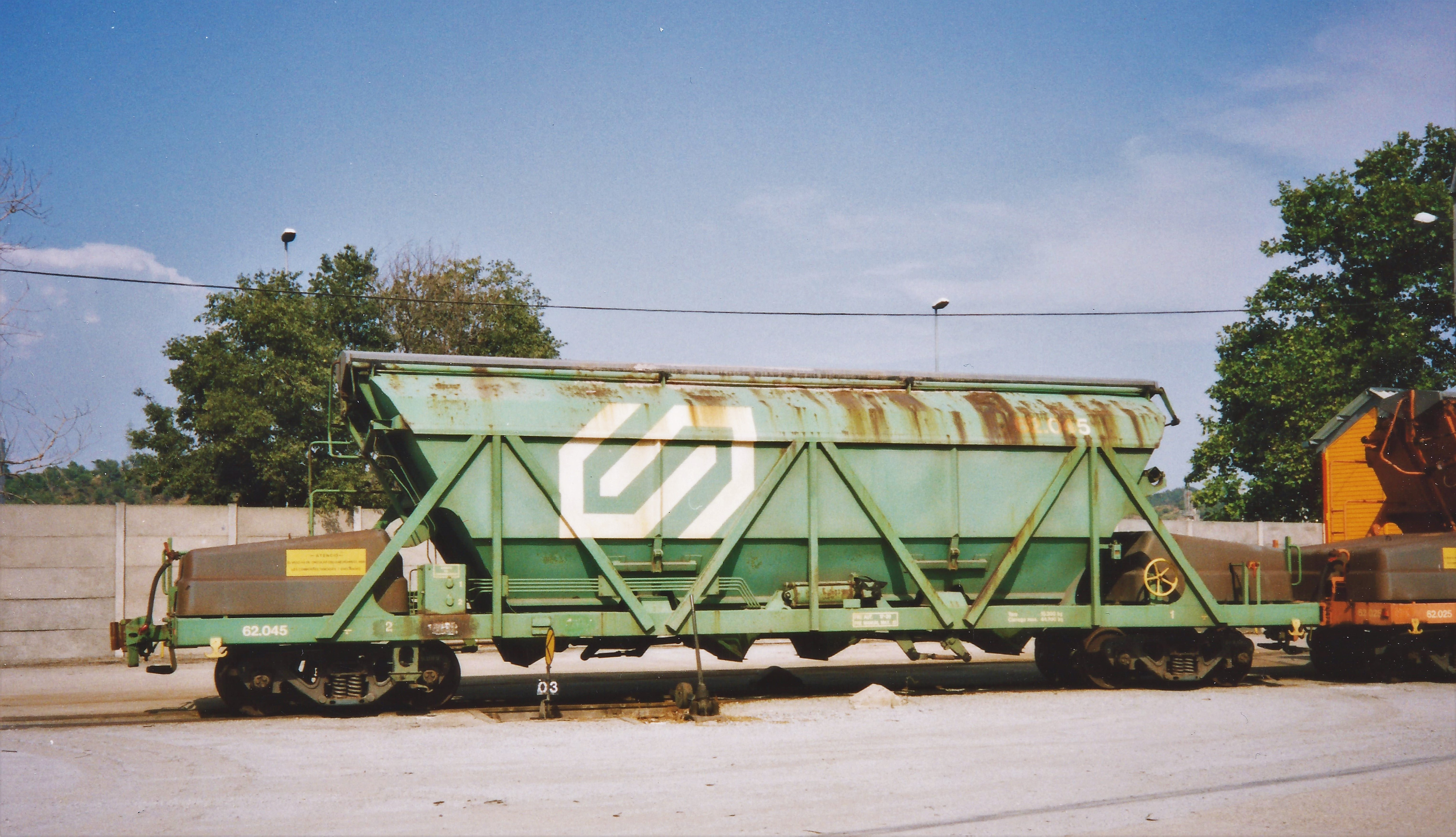
El vagó 62.045 al taller de Martorell Enllaç, el 24 d'agost de 2003.

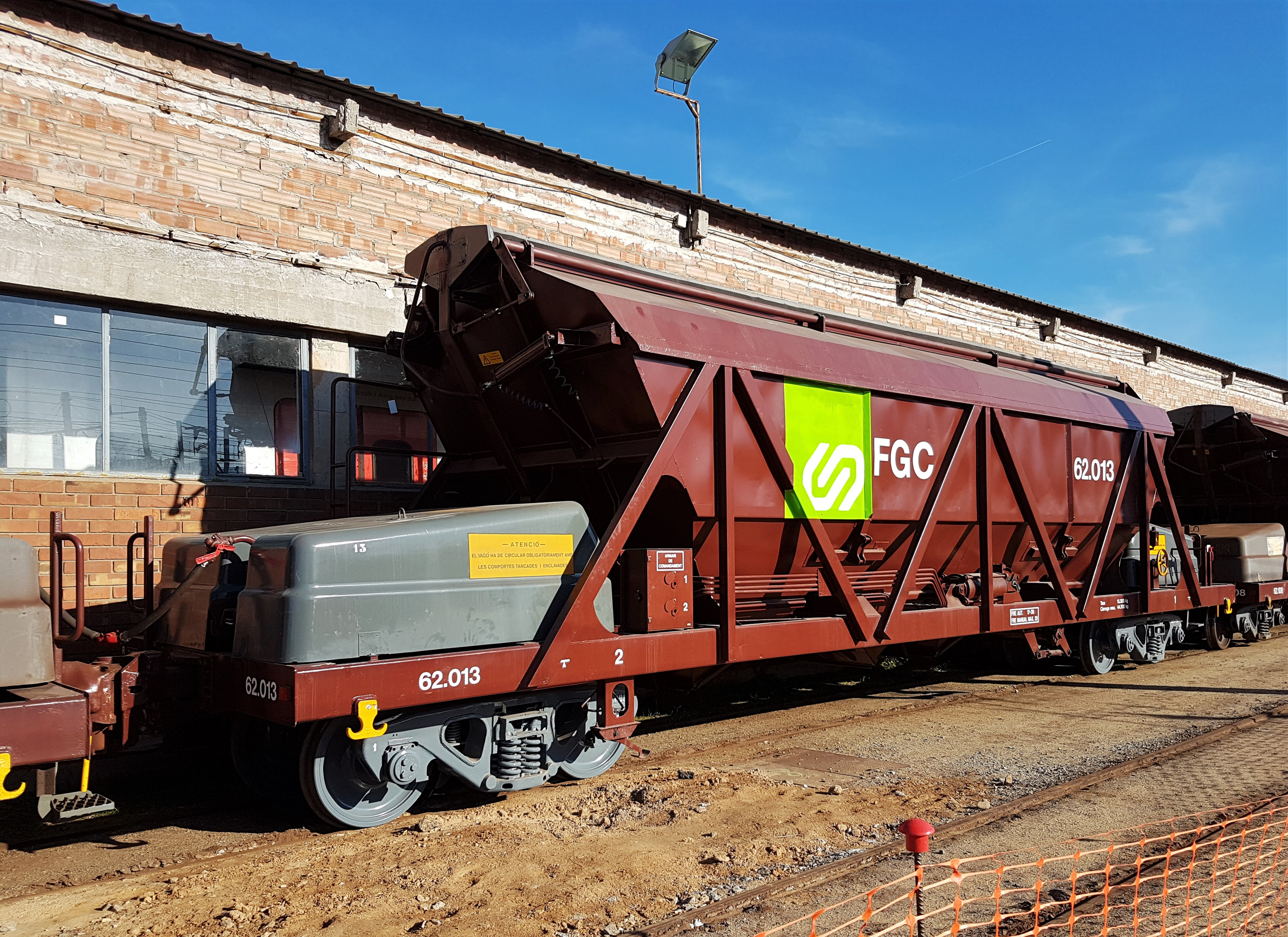
El 62.013 va ser un dels primers en rebre el nou símbol de l'empresa en color verd.

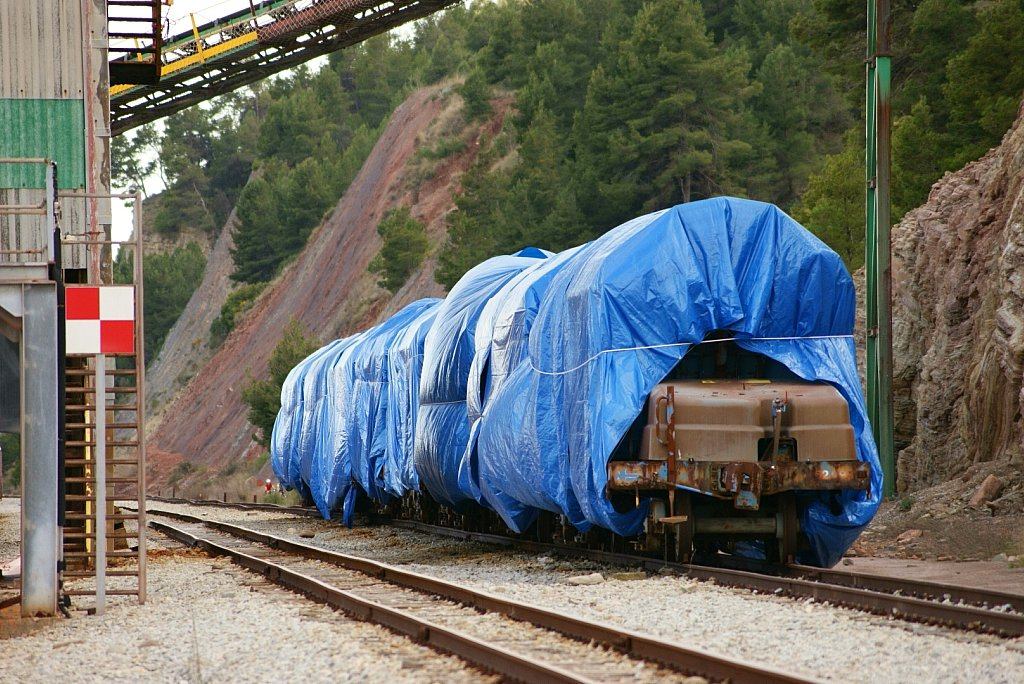
Diversos vagons apartats a Sallent, l'any 2011. Es van desballestar l'any 2013.

Dins del procés de modernització de les seves instal·lacions i material, a mitjans dels anys vuitanta FGC també va emprendre la posada al día del seus serveis de mercaderies, tant millorant les instal·lacions (variant del ramal de Sallent i la nova línia de Sant Boi al port de Barcelona, posats en servei l'any 1985), com renovant el parc de vagons i locomotores. En aquell moment, FGC transportava sal i potassa des de les instal·lacions mineres de Súria i Sallent fins a la planta química de Solvay a Martorell (sal) i al Port de Barcelona (potassa), pel seu transbordament a vaixells. Aquests transports es feien en composicions d'uns 35 vagons de dos eixos, de construcció antiga, remolcats per les locomotores dièsel de les series 700 i 1000, amb un pes brut d'unes 750 tones.
Per renovar completament el parc de material del servei de mercaderies es van adquirir tres sèries de vehicles nous. Primer, els vagons de dos eixos de la sèrie 63.000, pel transport de sal, posats en servei entre els anys 1986 i 1987. Després, les tres locomotores dièsel de la sèrie 254, posades en servei l'any 1990. I, finalment, aquests vagons de bogis de la sèrie 62.000. Les locomotores existents de les series 700 i 1000 es van mantenir en servei, però la resta de material antic es va donar de baixa.
Pel transport de la potassa es va decidir adquirir uns vagons tremuja de bogis de gran capacitat, la construcció dels quals es va adjudicar a l'empresa CAF. El setembre de 1989 es va signar el contracte per l'adquisició de 110 d'aquests vagons.
El fabricant va entregar els vagons a FGC entre el novembre de 1990 i el juny de 1991. Abans de poder fer-los servir, es van haver de fer obres de modificació de les instal·lacions a totes les dependències vinculades al transport de potassa. A les estacions de Súria i Sallent, modificant els sistemes de càrrega. Per la seva banda, a l'Apartador d'Ares i a l'apartador Tramer de l'estació de Barcelona-El Port es van substituir els aparells bolcadors pels antics vagons, amb noves instal·lacions adaptades a la descàrrega inferior dels nous vagons. Un cop acabades aquestes obres, el primer tren amb aquests nous vagons es va carregar a Súria el 6 d'agost de 1991 amb destinació a Barcelona-El Port, arribant el primer tren carregat a l'Apartador d'Ares el següent 19 d'agost. Des d'aquell dia tot el transport de potassa es va fer només amb els nous vagons, el que va permetre la total retirada, i posterior desballestament, dels antics vagons de dos eixos.
Al llarg dels anys, el parc de vagons d'aquesta sèrie s'ha anat reduint com a conseqüència de diversos accidents i reformes. El primer accident, i el més important, va ocórrer el 14 de desembre de 1992, quan un tren carregat de potassa que anava de Manresa al port va descarrilar dins del túnel de Rajadell, entre Sant Vicenç-Castellgalí i Manresa-Viladordis. Atès que molts vagons van quedar amuntegats dins del túnel, no es van poder treure i va ser necessari desballestar 14 d'ells in situ. Per tant, poc més d'un any de posar-se en servei, la sèrie va quedar reduïda a 96 vagons.
Posteriorment es van transformar dos vagons pel transport de balast. El primer es va modificar l'any 2002 i va ser venut a l'empresa COMSA, i el segon el 2003, que va passar a formar part del parc de material de vies i obres d'FGC amb el número 60.995.
L'any 2013 es van desballestar vuit vagons que estaven apartats del servei des de feia anys, per considerar-se en aquell moment innecessaris, quedant el parc format per 86 vagons.
El 14 d'agost de 2015 va tornar a haver-hi un aparatós descarrilament d'un tren carregat de potassa, aquest cop a la línia de Manresa a Sallent. Van descarrilar 13 dels 20 vagons del tren, les desferres dels quals es van transportar fins a l'estació de Manresa-Alta. Dotze dels tretze es van desballestar, quedant la sèrie formada des de llavors per 74 vagons.
L'última reducció de la sèrie es va produir l'any 2018, com a conseqüència del descarrilament d'un altre tren carregat de potassa a la línia del Port, que va implicar el desballestament d'un dels vagons accidentats, en considerar-se irrecuperable. Des de llavors la sèrie està formada per 73 vagons.
Pel que fa a la seva imatge exterior, d'origen van venir pintats de tres colors diferents, que llavors van ser molt trencadors davant de l'habitual color marró dels vagons de mercaderies ferroviaris: 40 es van pintar de color taronja, 40 de color verd i 30 de color blau. A més, alguns dels primers portaven pintat als laterals, en lletres blanques molt grans, el símbol químic del producte transportat: "KCl". Posteriorment, aquestes lletres van desaparèixer i, a mesura que els vagons anaven sent repintats, el símbol d'FGC es va pintar en una mida superior a la inicial. Cap a mitjans dels anys 2000 es va decidir un canvi de decoració, passant progressivament a estar pintats tots els vagons de color marró. Aquest canvi d'imatge es va estendre fins a mitjans dels anys 2010. El 2018 es va incorporar per primer cop el símbol de l'empresa en color taronja, i el gener del 2020 es va repintar el primer vagó amb el nou símbol de color verd, aplicat des del setembre de 2019, coincidint amb el 40 aniversari d'FGC. Els vagons estan numerats del 62.001 al 62.110.
Els vagons existents continuaran circulant durant encara força anys, doncs és previst un considerable augment de les tones transportades de sals potàssiques i el transport d'un nou producte (sal vacuum), com a conseqüència de l'anomenat Projecte Phoenix, que l'empresa ICL Iberia (propietària de les mines del Bages) va presentar l'any 2011. Per facilitar el transport dels diferents productes, entre els anys 2017 i 2018 es va procedir al recobriment interior de les tremuges amb un material lliscant que permet el seu rentat ràpid.
El 27 de març de 2021 es va adjudicar a l'empresa GMF Railway Maintenance Services S.L.U., de Constantí, el contracte per modificar els 73 vagons existents, instal·lant una segona canonada d'aire comprimit (la Canonada General d'Alimentació) per tal separar els circuits pneumàtics de fre dels d'accionament de les comportes, acomplint així amb la normativa de la UIC.

### Serveis

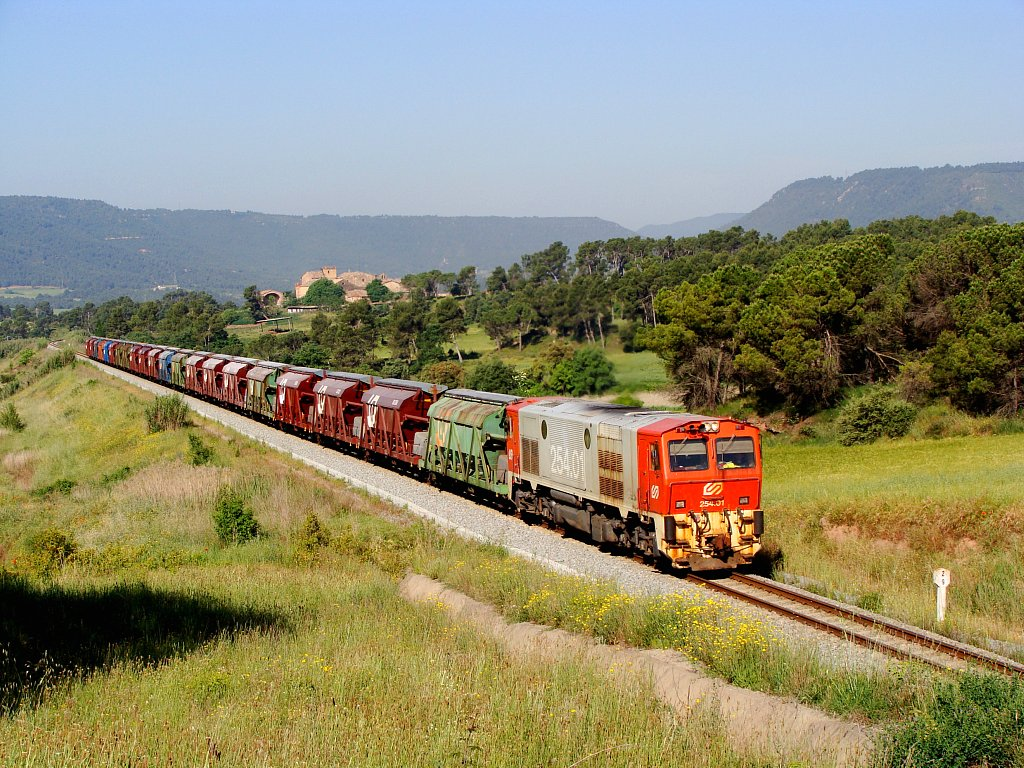
Un tren carregat, amb 20 vagons, camí del Port de Barcelona a La Pineda de Bages, entre Súria i Manresa, l'any 2009.

Aquests vagons sempre han fet els mateixos serveis, transportant sals potàssiques des de les estacions de Súria i Sallent (des d'aquesta fins al seu tancament el 20 de desembre de 2018), amb diferents destinacions:
- L'apartador d'ARES, a Sant Vicenç de Castellet, pel seu transbordament a vagons de vía ampla de RENFE, fins al tancament d'aquesta instal·lació l'any 2008.
- L'estació de Barcelona-El Port, pel transbordament del mineral a vaixells, per a la seva exportació. El maig del 2020 aquesta terminal va quedar sense ús, en ser substituïda per la següent.
- La terminal Álvarez de la Campa, des del maig de 2020 en substitució de l'anterior, també pel transbordament a vaixells.

Quan circulen carregats en sentit sud, els trens sempre han estat formats per un màxim de 20 o 21 vagons, segons el tipus de potassa transportada: 20 vagons com a màxim quan es transporta potassa estàndard (en pols) o 21 vagons quan es transporta potassa granular, de menor densitat. Quan circulen buits, en sentit nord, també acostumen a tenir aquestes composicions de 20 o 21 vagons. No obstant, de vegades s'han format trens amb més vagons en aquest sentit, en ser necessari traslladar vagons buits cap al taller de Martorell Enllaç o cap a les estacions de Manresa Alta, Súria o Sallent. Aquests trens sempre han estat remolcats per les locomotores dièsel de la sèrie 254, tot i que ocasionalment s'han fet trasllats de vagons buits amb les locomotores de les series 700 i 1000.
Una peculiaritat del servei prestat per aquests vagons és que les seves tremuges necessiten ser rentades quan es canvia el producte a transportar (potassa estàndard o granular; en el futur, també quan es canviï a sal vacuum). Per aquest motiu, de tant en tant es feien circulacions de trens buits entre les diferents estacions per tal de portar-los a la de Sallent, on hi havia una instal·lació per fer aquest rentat. Després del tancament de la línia de Sallent el 20 de desembre de 2018, aquest rentat s'ha fet provisionalment al taller de Martorell Enllaç. A partir de l'any 2020 es fa a les instal·lacions modernitzades de càrrega de mineral a Súria.
A continuació es detallen les tones netes de potassa transportades per aquests vagons des de l'any 1997.
| Any  | Tones   | Any  | Tones   | Any  | Tones   | Any  | Tones   | Any  | Tones   | Any  | Tones   |
| ---- | ------- | ---- | ------- | ---- | ------- | ---- | ------- | ---- | ------- | ---- | ------- |
| 1997 | 433.433 | 2002 | 237.597 | 2007 | 307.891 | 2012 | 391.460 | 2017 | 380.339 | 2022 | 539.860 |
| 1998 | 203.989 | 2003 | 319.431 | 2008 | 268.544 | 2013 | 383.587 | 2018 | 411.572 |      |         |
| 1999 | 303.271 | 2004 | 256.345 | 2009 | 119.332 | 2014 | 402.796 | 2019 | 286.400 |      |         |
| 2000 | 311.862 | 2005 | 276.876 | 2010 | 246.288 | 2015 | 429.432 | 2020 | 137.018 |      |         |
| 2001 | 256.694 | 2006 | 282.079 | 2011 | 375.423 | 2016 | 334.333 | 2021 | 379.784 |      |         |

## Descripció tècnica

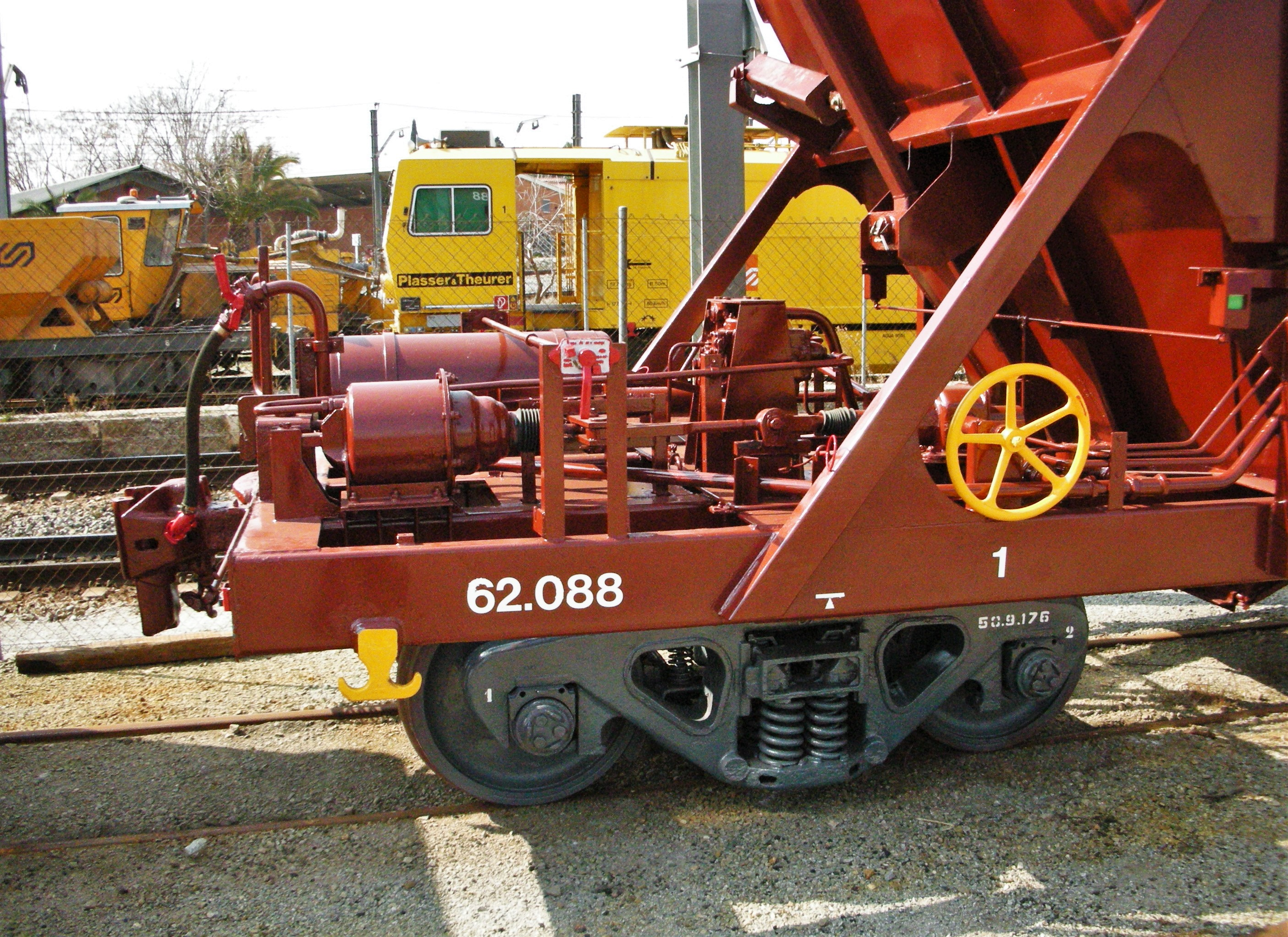
Extrem 1 del vagó 62.088, on hi ha els elements del sistema de fre.

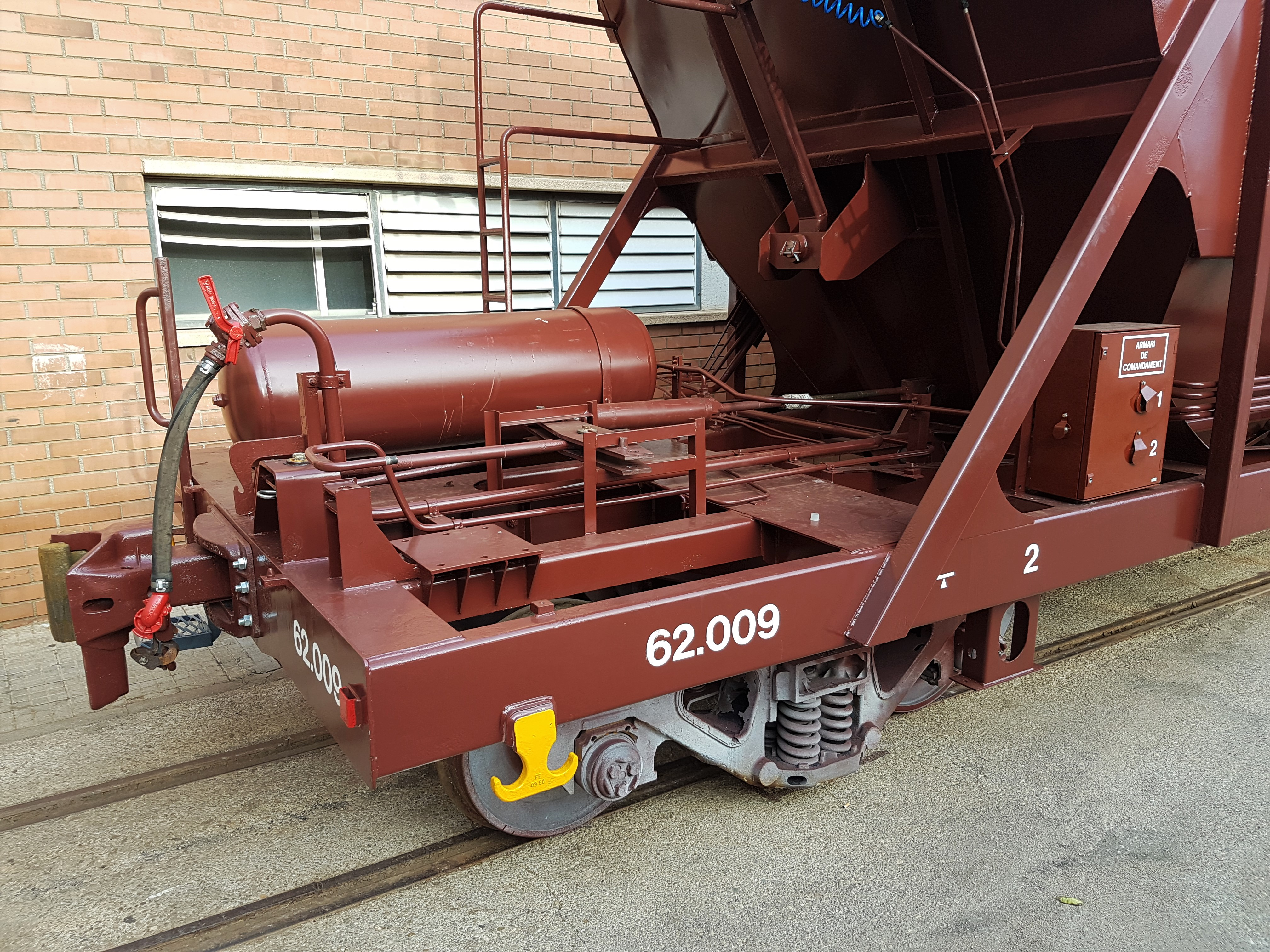
Extrem 2 del vagó 62.009, on hi ha els elements del sistema de comportes.

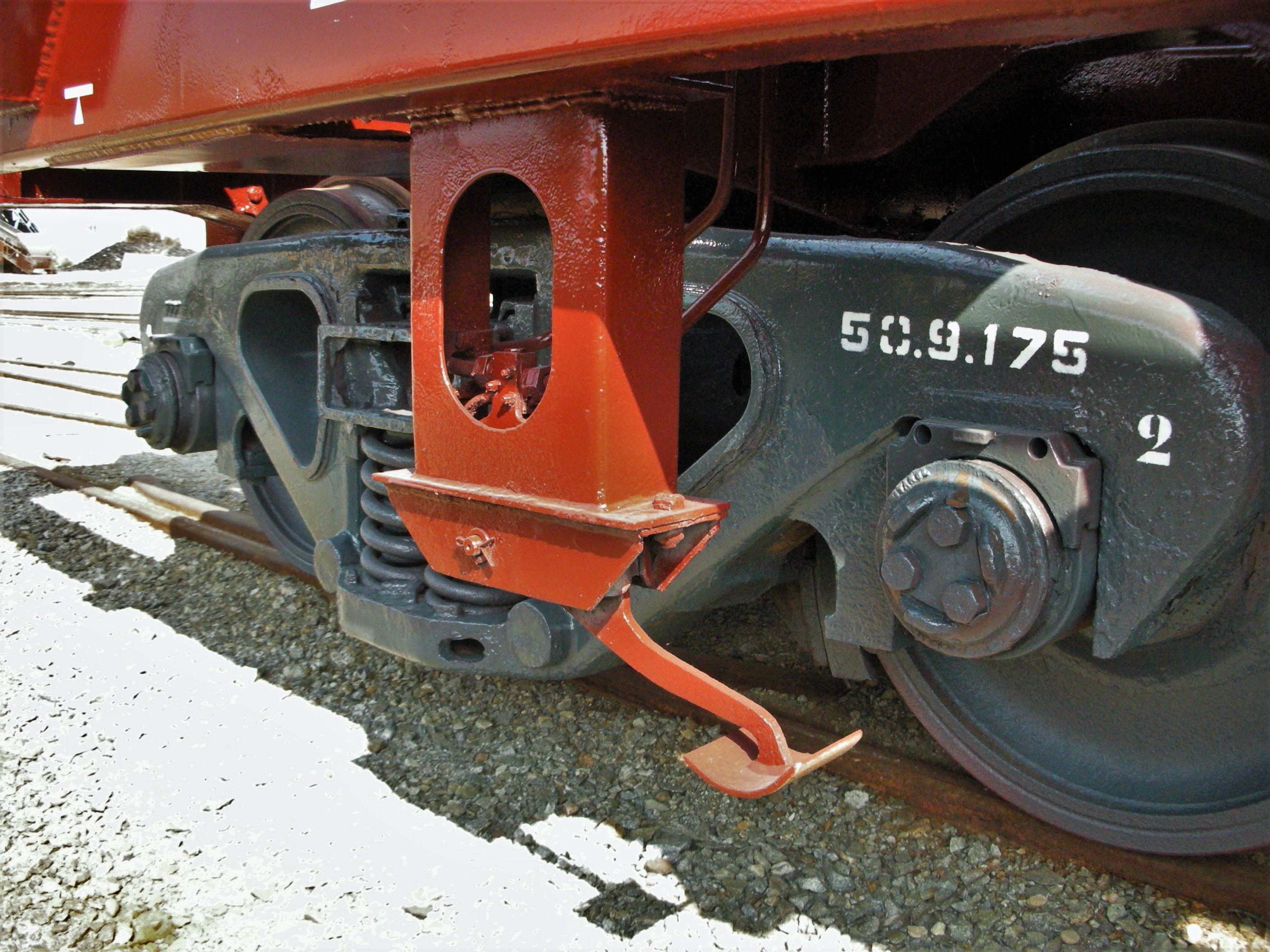
Pedal d'accionament de la comporta superior.

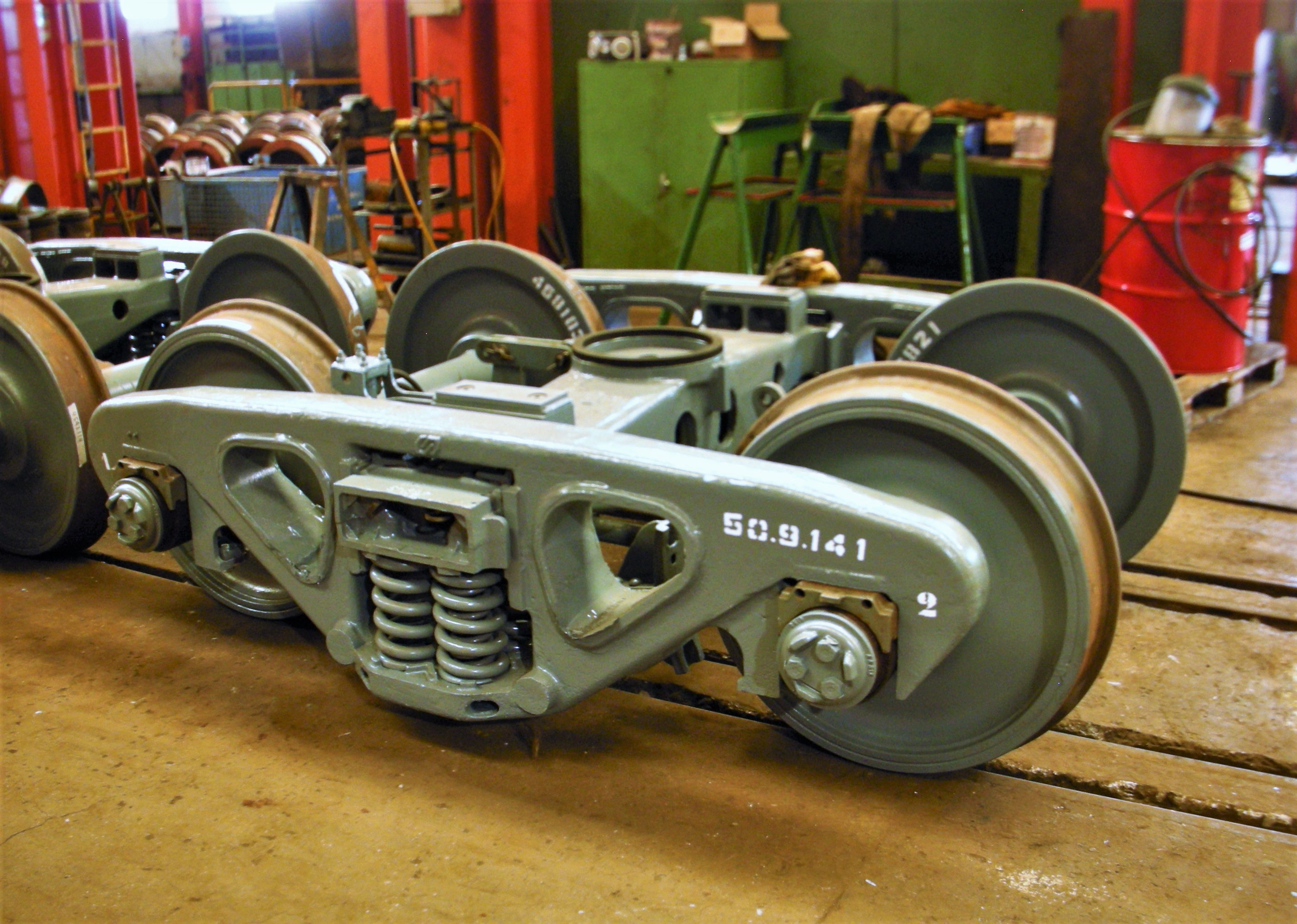
Un bogi al taller de Martorell Enllaç.

L'element resistent d'aquests vagons és un bastidor de forma rectangular, construït amb quatre perfils tubulars d'acer, amb una resistència de 120 tones a la compressió i de 100 tones a la tracció. En els extrems d'aquest bastidor es troben els dos enganxalls i les mànegues flexibles de la canonada general de fre, per acoblar amb altres vagons i les locomotores. Els enganxalls són del tipus americà AAR-Alliance.
Sobre el bastidor va muntada la caixa, formada per dues tremuges construïdes amb planxes d'acer al coure, per tal de reduir la corrosió. Tres estructures triangulars a cada costat, soldades a la part exterior del bastidor i formades amb perfils quadrats d'acer, donen resistència al conjunt. Tots els elements metàl·lics, tant del bastidor com de la caixa, estan units mitjançant soldadura. A la part superior de la caixa hi ha una comporta de polièster reforçat amb fibra de vidre, desplaçable lateralment, per mantenir tancades les boques de càrrega superior durant el transport i evitar la seva dispersió per efecte del vent. La seva obertura i tancament és pneumàtica. A la part inferior, sota el bastidor, cada tremuja disposa de dues comportes metàl·liques per la descàrrega del mineral, també d'accionament pneumàtic.
Sota el bastidor, cada vagó disposa de dos bogis de dos eixos, de construcció molt senzilla, del tipus americà Ride Control. Estan formats per dos bastidors laterals, construïts amb ferro colat, i una travessa balladora. La travessa balladora es recolza sobre els dos bastidors laterals mitjançant la suspensió primària, formada per quatre molles helicoïdals exteriors i dues interiors a cada costat. Per la seva banda, el bastidor del vagó es recolza sobre cada bogi mitjançant un pivot. Cada roda disposa d'una sabata de fre de fricció.
Als dos extrems del vagó, sobre el bastidor, van muntants els diferents elements d'aire comprimit pel funcionament del fre i del sistema d'obertura de comportes. Aquests elements estan coberts amb unes capotes desmuntables de material plàstic, per tractar de protegir-los de la corrosió del mineral transportat.
Disposen de dos sistemes de fre. El fre de servei es del tipus UIC, accionat amb aire comprimit a través de la canonada general de fre, alimentada a 5 kg/cm². Cada vagó està equipat amb un distribuïdor Knorr KE, amb canviador de règim blocat en P (règim viatgers) i canviador de potència auto-continu, amb vàlvules de pesada situades en un eix de cada bogi, que varia l'esforç de frenada en funció de la càrrega. Aquest esforç de fre l'exerceixen dos cilindres, situats cadascun a cada extrem del bastidor del vagó, sobre cada bogi, mitjançant la timoneria (amb regulador automàtic, per compensar el desgast de les sabates de fre), que accionen les quatre sabates de fre sintètiques tipus K de cada bogi. El segon sistema de fre és el d'estacionament, accionat mitjançant dos volants solidaris, situats cadascun a cada costat en un cantó del bastidor del vagó. Actua sobre la timoneria a la sortida del cilindre de fre i, per tant, sobre totes les rodes d'un bogi.
A més, aquests vagons fan servir l'aire comprimit subministrat per la canonada general de fre per l'accionament de les comportes de càrrega i descàrrega, contravenint les normes del fre UIC, que prohibeix expressament l'ús d'aquesta canonada per qualsevol altre funció que no sigui la del fre. En un dels extrems del vagó hi ha els diversos elements d'aquest sistema, que s'alimenta a partir d'un dipòsit carregat des de la canonada general de fre. L'obertura i tancament de la comporta superior es fa mitjançant una vàlvula, accionada per un pedal situat sota el bastidor del vagó. Quan el vagó es desplaça per la zona de càrrega, una rampa mou aquest pedal i provoca l'obertura de la comporta; en sortir de la zona de càrrega, s'interromp la rampa i el pedal retorna a la posició inicial, tancant la comporta. En canvi, les comportes inferiors s'accionen manualment: des d'una caixa de comandament situada en un lateral del vagó, un operari ha d'introduir unes palanques per obrir les dues comportes d'una o de l'altre tremuja.
L'any 2016 es va instal·lar en un vagó un prototipus de detecció de descarrilaments, l'objecte del qual és aturar el tren en cas de patir aquest accident. L'any 2020 es van instal·lar altres tres aparells semblants, del tipus SICODE, a altres tres vagons.

### Quadre de característiques
| Anys construcció       |      | 1990-1991       |        |        |
| Quantitat              |      | 110             |        |        |
| Numeració              |      | 62.001 a 62.110 |        |        |
| Rodatge                |      | 2'2'            |        |        |
| Velocitat màxima       | km/h | 70              |        |        |
| Longitud entre topalls | mm   | 13.633          |        |        |
| Longitud del bastidor  | mm   | 12.800          |        |        |
| Amplada màxima         | mm   | 2.750           |        |        |
| Alçada màxima          | mm   | 3.700           |        |        |
| Tara                   | kg   | 15.300          | 15.300 | 15.300 |
| Càrrega màxima         | kg   | 44.700          | 44.700 | 44.700 |
| Pes màxim              | kg   | 60.000          | 60.000 | 60.000 |
| Pes d'un bogi          | kg   | 3.500           | 3.500  | 3.500  |
| Volum de càrrega       | m³   | 45,5            | 45,5   | 45,5   |
| Pes màxim per eix      | T    | 15              |        |        |

### Els vagons per balast

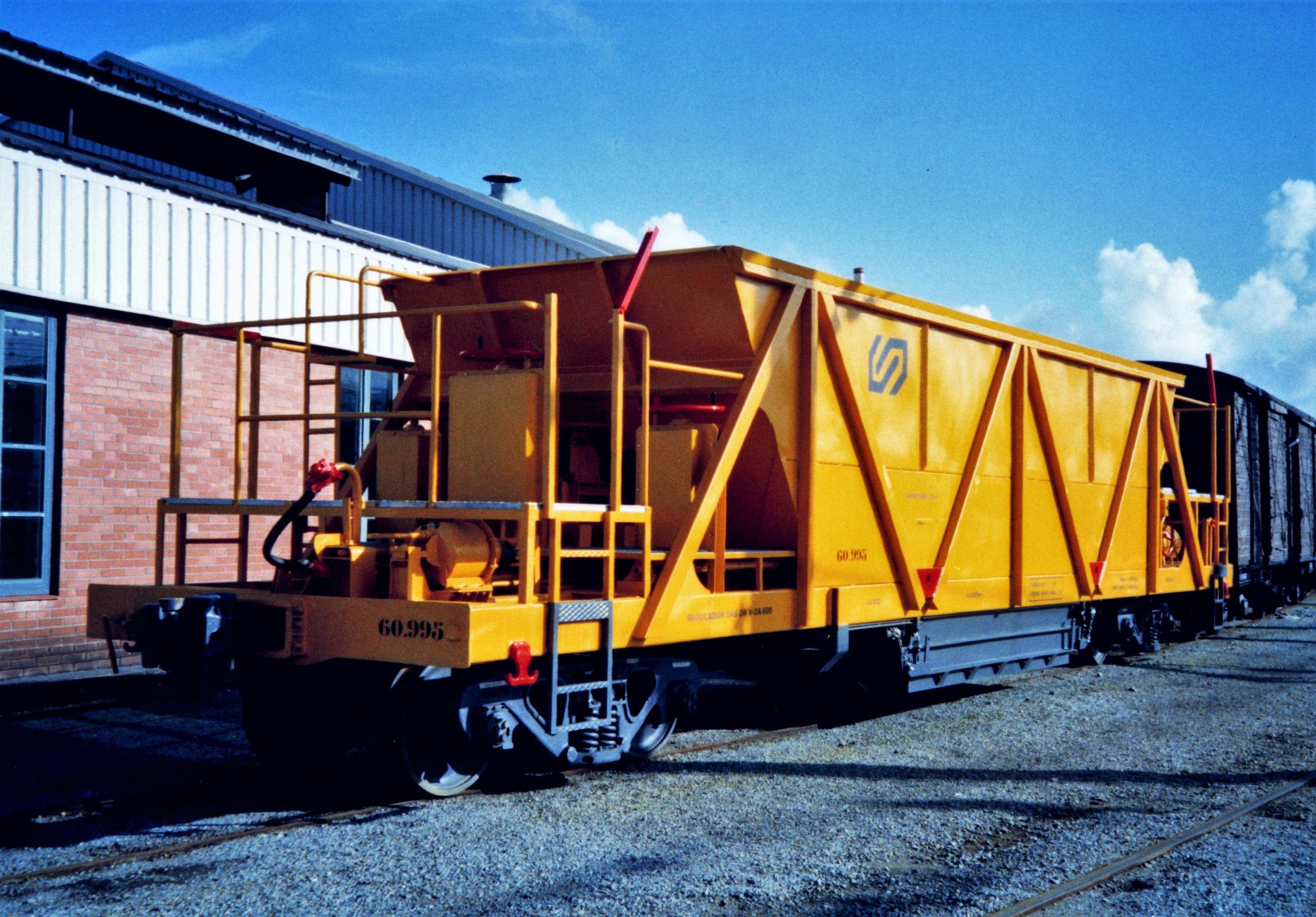
El vagó tremuja per balast 60.995 al taller de Martorell enllaç l'any 2003.

Aquests dos vagons es van modificar per adaptar-los a les necessitats del servei de vies i obres. El seu ús era la distribució de balast a la via durant les obres de renovació o construcció. La modificació la va fer l'empresa MARSOL.
La reforma efectuada en aquests dos vagons va consistir en:
- Retallar la caixa de les tremuges per la part superior, eliminant la comporta.
- Eliminació del sistema pneumàtic d'obertura de les comportes superior i inferiors.
- Construcció de dues passeres sobre els extrems del bastidor del vagó, una a cada banda.
- Instal·lació d'uns mecanismes accionats per volants en un extrem del vagó, per obrir manualment les comportes inferiors de descàrrega.
- Repintat en color groc.

Van mantenir la mateixes tara i càrrega màximes, reduint el seu volum de càrrega a 27 m³ de balast. El vagó 60.995 d'FGC no s'ha fet servir gairebé mai, estant apartat a l'estació de Manresa Alta des de fa anys. Es desconeix l'ús i estat actual del vagó de COMSA.